# Pierre Bellolio
Pierre Bellolio (Guayaquil, Ecuador; 22 de junio de 1999) es un futbolista ecuatoriano. Juega como portero y su equipo actual es Delfín Sporting Club de la Serie A de Ecuador.

## Trayectoria
Se inició en Fedeguayas, además pasó por las inferiores de equipos como: Liga Deportiva Universitaria, Municipal Cañar, Barcelona Sporting Club, Guayaquil City, América de Quito y Clan Juvenil.
En 2018 es contratado por la Universidad Católica donde logra su debut el 24 de febrero de 2019.

## Selección nacional
Ha sido convocado por Jorge Célico donde ha sido el segundo portero del equipo histórico de Ecuador Sub-20.

### Categorías inferiores

#### Participaciones en Sudamericanos
| Campeonato                  | Sede  | Resultado | Partidos | Goles |
| --------------------------- | ----- | --------- | -------- | ----- |
| Sudamericano Sub-20 de 2019 | Chile | Campeón   | 0        | 0     |

#### Participaciones en Copas del Mundo
| Campeonato                  | Sede    | Resultado    | Partidos | Goles |
| --------------------------- | ------- | ------------ | -------- | ----- |
| Copa Mundial Sub-20 de 2019 | Polonia | Tercer lugar | 0        | 0     |

## Estadísticas

### Clubes
Actualizado al último partido disputado el 7 de septiembre de 2024.
| Club                           | Div.          | Temporada     | Liga  | Liga  | Copas nacionales | Copas nacionales | Copas internacionales | Copas internacionales | Total | Total |
| Club                           | Div.          | Temporada     | Part. | Goles | Part.            | Goles            | Part.                 | Goles                 | Part. | Goles |
| ------------------------------ | ------------- | ------------- | ----- | ----- | ---------------- | ---------------- | --------------------- | --------------------- | ----- | ----- |
| Universidad Católica · Ecuador | 1.ª           | 2018          | 0     | 0     | —                | —                | —                     | —                     | 0     | 0     |
| Universidad Católica · Ecuador | 1.ª           | 2019          | 1     | 0     | —                | —                | 0                     | 0                     | 1     | 0     |
| Universidad Católica · Ecuador | Total club    | Total club    | 1     | 0     | 0                | 0                | 0                     | 0                     | 1     | 0     |
| Cuniburo · Ecuador             | 3.ª           | 2020          | 6     | 0     | —                | —                | —                     | —                     | 6     | 0     |
| Cuniburo · Ecuador             | Total club    | Total club    | 6     | 0     | 0                | 0                | 0                     | 0                     | 6     | 0     |
| C. S. 3 de Julio · Ecuador     | 3.ª           | 2021          | 16    | 0     | —                | —                | —                     | —                     | 16    | 0     |
| C. S. 3 de Julio · Ecuador     | Total club    | Total club    | 16    | 0     | 0                | 0                | 0                     | 0                     | 16    | 0     |
| Juventud Italiana · Ecuador    | 3.ª           | 2022          | 15    | 0     | —                | —                | —                     | —                     | 15    | 0     |
| Juventud Italiana · Ecuador    | Total club    | Total club    | 15    | 0     | 0                | 0                | 0                     | 0                     | 15    | 0     |
| Delfín S. C. · Ecuador         | 1.ª           | 2023          | 0     | 0     | —                | —                | 0                     | 0                     | 0     | 0     |
| Delfín S. C. · Ecuador         | 1.ª           | 2024          | 2     | 0     | 1                | 0                | 1                     | 0                     | 4     | 0     |
| Delfín S. C. · Ecuador         | Total club    | Total club    | 2     | 0     | 1                | 0                | 1                     | 0                     | 4     | 0     |
| Total carrera                  | Total carrera | Total carrera | 40    | 0     | 1                | 0                | 1                     | 0                     | 42    | 0     |
| 1. 2.                          |               |               |       |       |                  |                  |                       |                       |       |       |

## Palmarés

### Campeonatos internacionales
| Título              | Equipo         | Año  |
| ------------------- | -------------- | ---- |
| Sudamericano Sub-20 | Ecuador sub-20 | 2019 |